# خيسوس جيل
خيسوس جيل (بالإسبانية: Jesús Gil) هو شخصية أعمال وسياسي إسباني، ولد في 12 مارس 1933 في وخشمة في إسبانيا، وتوفي في 14 مايو 2004 في مدريد في إسبانيا بسبب سكتة. حزبياً، نشط في Liberal Independent Group ‏. وقد انتخب عمدة مربلة (15 يونيو 1991 – 24 أبريل 2002).

## روابط خارجية
- خيسوس جيل على موقع IMDb (الإنجليزية)